# تيم
 تيم هي قبيلة تتفرع من مُضَر (الحمراء) خندفية عدنانية يعدها بعضهم من تميم لكونها تحالفت مع الرباب والرباب بعضهم يعدها من تميم.

## نسب تيم
هو تيم بن عبد الله (عبد مناة) بن أد بن طابخة بن الياس بن مضر بن نزار بن معد بن عدنان.

## تيم والرباب
تحالفت تيم مع قبائل الرباب وكلهم أبناء أخوة ضد ابن عمهم مر الذين هم بنو تميم بن مر بن أد التي هي:
- بنو عدي بن عبد الله (عبدمناة) بن أد بن طابخة بن الياس بن مضر
- بنو ثور بن عبد الله (عبدمناة) بن أد بن طابخة
- بنو عوف بن عبد الله (عبدمناة) بن أد بن طابخة
- بنو عمرو الذي هو أب لمزينة لأن مزينة أسم أمهم وهي القبيلة التي دخلت في قبيلة حرب الحالية وهي ليست منهم بأصل النسب الذي هو عمرو بن عبد الله (عبدمناة) بن أد بن طابخة
- بنو ضبة بن عبد الله (عبدمناة) بن أد بن طابخة وهم الذين قتلوا المتنبي.

## تاريخ بنو تيم
هناك من الحروب التي وقعت بين قبيلة تيم الربابية وبين غطفان وذلك أن بني عبد الله بن غطفان وقعت بينهم وبين بني عامر بن صعصعة حرب، وهزمت فيها غطفان، فلما هربوا من المعركة هناك حلوا ببئر لبني تيم، ووقع بينهم وبين بني تيم حرب ضروس وكانت الغلبة لتيم وأثخنوا فيها بني عبد الله بن غطفان بالجراح والقتل، فخرجوا يجرون أذيال الهزيمة، وقال بعضهم لعلنا نحلّ على بني عمنا ذبيان فالموت عندهم أولى والمنية عندهم خير من المنية عند غيرهم، فرحبوا بهم ذبيان وحلوا عندهم ماشاء الله.

## أشخاص بارزين
من رجالات وفرسان قبيلة تيم مايلي الذين كان لهم صولة في الجاهلية والإسلام مايلي:
- هلال التيمي: وهو الذي ضرب فرس رستم ملك الفرس وقائدها فسقط عنه فطارده وقتله هو وأناس من تميم
- الأشتر بن عامر: وهو شاعر من فحول الشعراء في زمانه وله دور كبير في نصرة علي بن أبي طالب رضي الله عنه ضد معاوية بن أبي سفيان في معركة الجمل وهو القائل:وأبلغ بني ذهل إذا ما لقيتهموكل مسود من لؤي وسائدفما حاردت قدري ولا الشول حاردتعلي ولا ألبانها لم تحاردوما غرني من عز تيم وحلفهاوحسن بلائي حاجب وعطارد

- النعمان بن جساس: قائد تيم الرباب وسيدها في معارك كثيرة.

## الصحابة والتابعون من تيم
من الصحابة الذين رووا عن النبي صلى الله عليه وسلم:
- الحارث بن سويد الصحابي الجليل أخرج له البخاري وغيره.
- أبو رمثة التيمي وقيل اسمه: «رفاعة» وقيل: «عمارة»

ومن التابعين أيضا:
- يزيد بن شريك التيمي من أئمة الكوفة.
- التابعي الجليل إبراهيم بن يزيد التيمي الزاهد المعروف عابد الكوفة وهو ابن ليزيد بن شريك وروى عنه أصحاب الكتب الستة.
- أبو حيان التيمي وهو يحي بن سعيد بن حيان أخرج له المحدثون وكثيراً مايخرج له ابن خزيمة.
- زُفر بن مزاحم التيمي.

## تيم والفتوحات الإسلامية
لقد شاركت قبيلة بني تيم في المعارك والفتوحات الإسلامية ومنها:
- معركة اليرموك
- معركة القادسية وكان لهم اليد الطولى في قتل قائد الفرس«رستم».
- معركة النهروان
- معركة نهاوند (فتح الفتوح)